# Ruta 1 (Uruguay)
La ruta 1 es una de las rutas nacionales de Uruguay. Atraviesa el país de oeste a este, recorriendo los departamentos de Montevideo, San José y Colonia, y une las ciudades de Montevideo y Colonia del Sacramento. Fue designada con el nombre del Brigadier General Manuel Oribe, por ley 14361 del 17 de abril de 1975.

## Características
Esta carretera está formada por una doble vía desde la ciudad de Montevideo hasta el empalme con la ruta 22 en el departamento de Colonia, y por un tramo de vía simple entre la ruta 22 y la ciudad de Colonia del Sacramento. Su longitud total es de 177 km.
El kilómetro 0 de esta carretera se ubica oficialmente en la Plaza Cagancha de la ciudad de Montevideo, punto de referencia para muchas de las rutas nacionales de Uruguay. Sin embargo, la carretera comienza como tal en los accesos oeste de la ciudad de Montevideo (km 8.700).
Esta vía, atraviesa el río Santa Lucía (límite entre los departamentos de Montevideo y San José) por un moderno puente de 4 carriles. El nuevo puente fue inaugurado el 13 de diciembre de 2005 y se ubica aguas abajo del antiguo, presentando una longitud de 776 metros, formado por 13 vados.
En 2010 se designó a dicho puente con el nombre de Alfredo Zitarrosa en honor a este cantante y compositor uruguayo.
El puente antiguo data de 1925 y se caracterizaba por ser giratorio permitiendo el paso de embarcaciones a través del río Santa Lucía.

## Historia

### Los comienzos
La ruta 1 comenzó a construirse en diciembre de 1928, y se inauguró en la década de 1930, siendo Agustín 
Maggi el ingeniero proyectista. La carretera fue construida al amparo de la Ley de Recursos Permanentes para Vialidad e Hidrografía (ley 8343 del año 1928). Su primer emplazamiento fue la actual Avenida Luis Batlle Berres en Montevideo, y las secciones actualmente mencionadas como ruta 1 vieja. 
Entre los años sesenta y setenta se construyó el nuevo emplazamiento, junto con los nuevos accesos a Montevideo.

### Etapa reciente
En la década de 1990 el MTOP instrumentó varias concesiones de carreteras de peaje del tipo BOT (Build, Operate, Transfer) y BROT (Build, Rehabilitate, Operate, Transfer) como forma de captar recursos adicionales, para la realización de obras de costo elevado, entre ellas estaba la ruta 1 desde Montevideo hasta la ciudad de Libertad (46 km). Se trató de una licitación abierta, de la cual en el año 1998 resultó adjudicatario el Consorcio Ruta 1, el cual estaba integrado por partes iguales por Gualtieri de Argentina y Obrascon Huarte de España, por un plazo de 18 años. La concesión incluía la construcción de una nueva calzada hasta la ciudad de Libertad, concretándose la doble vía en este tramo; y además la construcción de un nuevo puente sobre el río Santa Lucía. Sin embargo la empresa concesionaria tuvo incumplimientos de contrato, como fueron las rugosidades detectadas en la nueva calzada, así como también retrasos en las obras del puente sobre el río
Santa Lucía. Estas demoras fueron atribuidas por el concesionario a sus dificultadas financieras debidas a la crisis argentina a partir de 2001. Posteriormente en 2003 y 2004 la empresa fue denunciada penalmente por la DGI por defraudación tributaria, embargando así sus bienes. En 2005 el gobierno nacional retiró la concesión debido a los reiterados incumplimientos y traspasó la concesión a la Corporación Vial hasta su finalización en 2010.
En esta etapa de cocesión se concluyeron las siguientes obras:
- Segunda calzada con una extensión de 12.5 km, entre el anillo colector de los accesos a Montevideo y el pasaje superior de Santiago Vázquez (km 8.600 al km 21.100).
- Nuevo puente sobre el río Santa Lucía y sus accesos, desde el pasaje superior de Santiago Vázquez hasta el inicio de la calzada existente en hormigón en el km 25.300.
- Calzada norte del by-pass de Ciudad del Plata, con una extensión de 9.7 km entre el fin de los accesos al nuevo puente y el empalme con la antigua calzada de asfalto (km 25.300 al 35.000).
- Calzada norte del by-pass Libertad, entre los dos empalmes con la antigua calzada de asfalto (del km 49.000 al km 54.700)

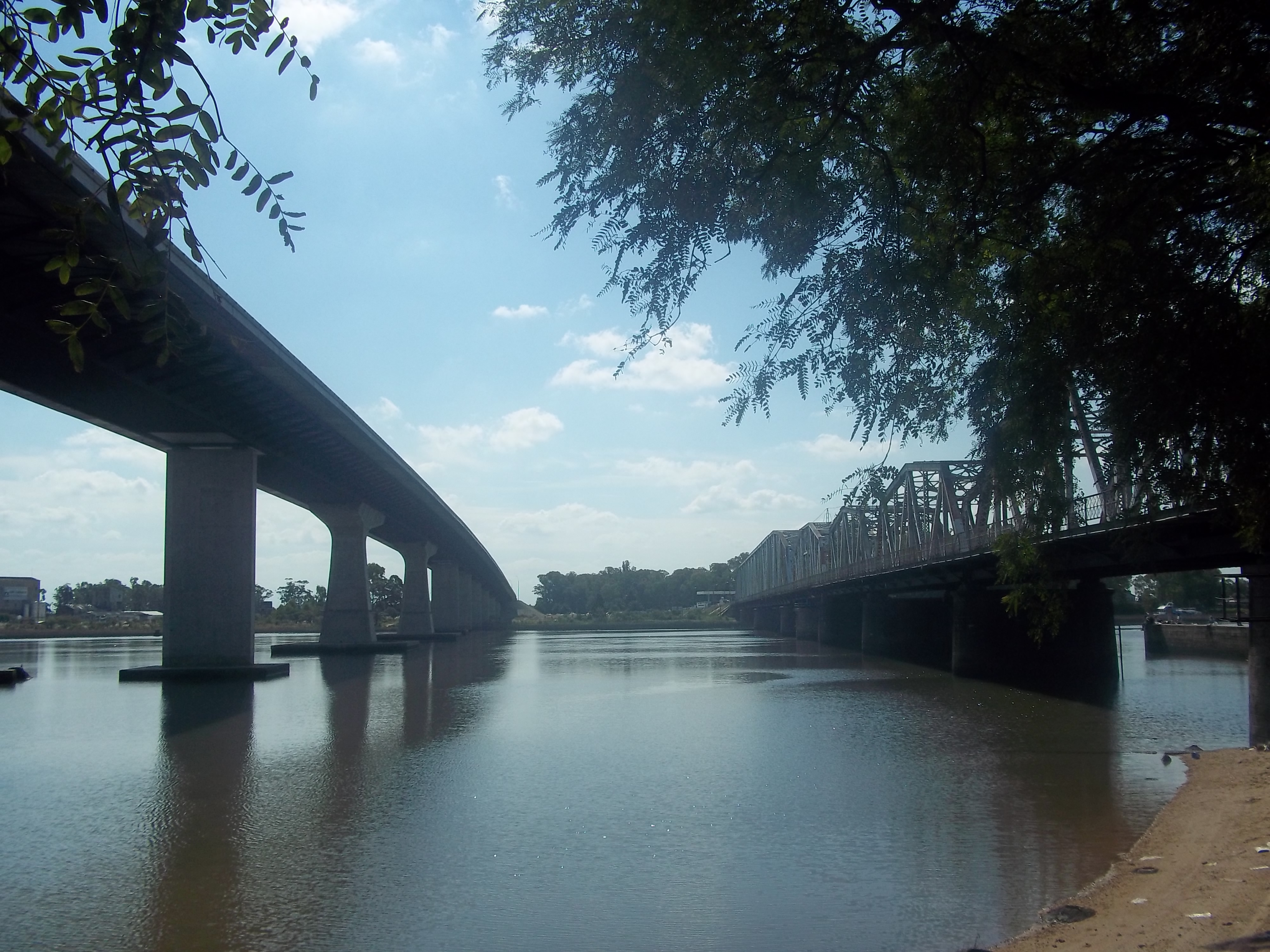
A la izquierda se observa el nuevo puente de la ruta 1 sobre el río Santa Lucía, a la derecha el antiguo.

Durante la administración del Consorcio Vial del Uruguay, en abril de 2006 fue inaugurado el primer tramo de doble vía en el departamento de Colonia, comprendido entre el arroyo Cufré (km 107) y el empalme de las rutas 1 y 51 (km. 119), que deriva el tránsito hacia Nueva Helvecia y Playa Fomento. En junio de ese mismo año se comenzaron los trabajos en dos nuevos tramos. El primero de ellos, se conoce como "by pass Valdense". Va desde el kilómetro 118 hasta el 126 y bordea por el norte la ciudad de Colonia Valdense. Esta vía, construida totalmente nueva, tiene como objetivo canalizar el tránsito hacia Colonia, mientras que la circulación en el sentido hacia Montevideo se seguirá operando por la ruta 1 "vieja". En el cruce con la ruta 52, se optó por la construcción de un pasaje superior.
El segundo tramo llega hasta el empalme con ruta 2 en Rosario. Esta última obra incluye la construcción de los accesos del nuevo puente sobre el río Rosario y el empalme con ruta 2.
En agosto de 2009 se inauguró otro tramo de doble vía comprendido entre el empalme con la ruta 2 (Rosario) y el empalme con la ruta 22. Estas obras consistieron en la construcción de 21 kilómetros de la segunda senda de la doble vía. Se incluyen en el proyecto los intercambiadores de tránsito en los dos empalmes, la construcción de nuevos puentes sobre los arroyos Minuano y Sauce, conexiones con la ruta existente para conformar la doble vía, acondicionamiento de cruces, construcción de paradas de ómnibus, desagües y varias obras accesorias.
en el 2024 empezó la obra de doble via entre  el empalme con la Ruta 22 y la Localidad de Riachuelo

## Localidades que atraviesa
Los poblados y ciudades más importantes a las que da acceso esta ruta entre destinos son, en orden desde Montevideo a Colonia:
- Santiago Vázquez
- Ciudad del Plata
- Libertad
- Puntas de Valdez
- Rafael Perazza
- Rincón del Pino
- Rapetti
- La Boyada
- Ecilda Paullier
- Nueva Helvecia
- Colonia Valdense
- Rosario
- Juan Lacaze

## Puntos importantes en su recorrido
Detalle del recorrido según el kilometraje:

### Montevideo

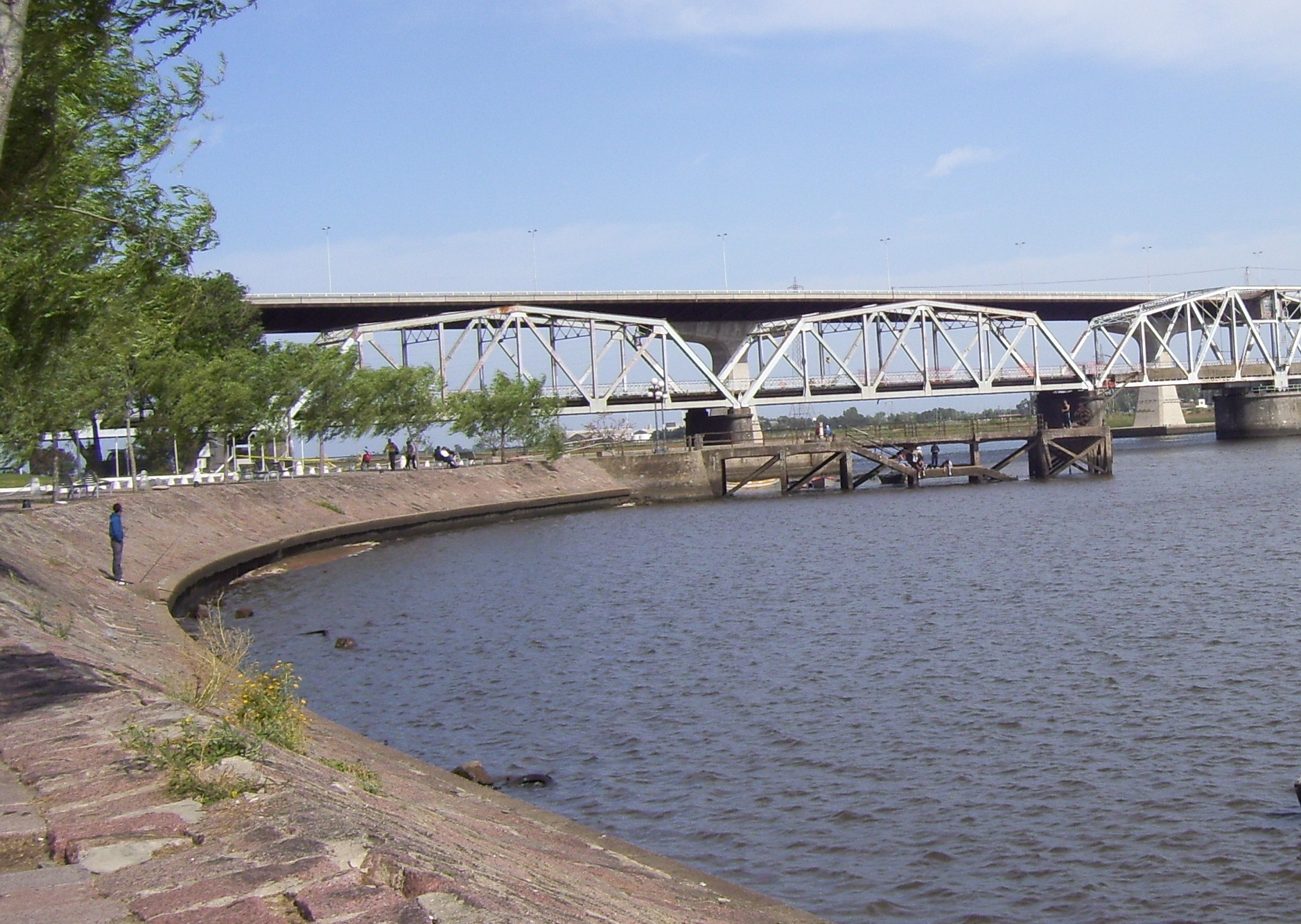
En primer plano antiguo puente de la ruta 1 sobre el río Santa Lucía, detrás el nuevo puente.

- km 8.000: Extremo Este: Accesos Oeste a Montevideo
  - SE: Montevideo
  - Norte: Ruta  a ruta , Canelones, ruta , Florida, Durazno, Tacuarembó, Rivera
- km 20.000: Acceso a COMCAR y Parque Lecocq
- km 21.000: Santiago Vázquez
- km 22.000:
  - Río Santa Lucía (Puente Alfredo Zitarrosa)
  - Límite departamental Montevideo - San José

### San José
- km 23.000-35.000:  Ciudad del Plata.
- km 23.500: peaje Barra de Santa Lucía.
- km 49.000: accesos este a Libertad.
- km 54.000: accesos oeste a Libertad y Penal de Libertad.
- km 54.500: ruta  a ruta 11 y Rodríguez.
- km 59.000: acceso este a Puntas de Valdez.
- km 61.000: acceso a balneario Kiyú.
- km 63.000: acceso oeste a Puntas de Valdez.
- km 67.000: ruta  a San José, Paysandú, Salto, Bella Unión.
- km 72.000: Rafael Perazza y accesos a Playa Arazatí.
- km 76.000: Rincón del Pino.
- km 85: Rapetti / Costas de Pereira
- km 93.000: La Boyada y acceso a Colonia Delta.
- km 99.000: acceso este a Ecilda Paullier, Scavino y ruta .
- km 103.000: acceso oeste a ruta  a Ecilda Paullier, ruta ruta 3, San José, Canelones y ruta ruta 5
- km 107.000: arroyo Cufré (Límite departamental San José - Colonia)

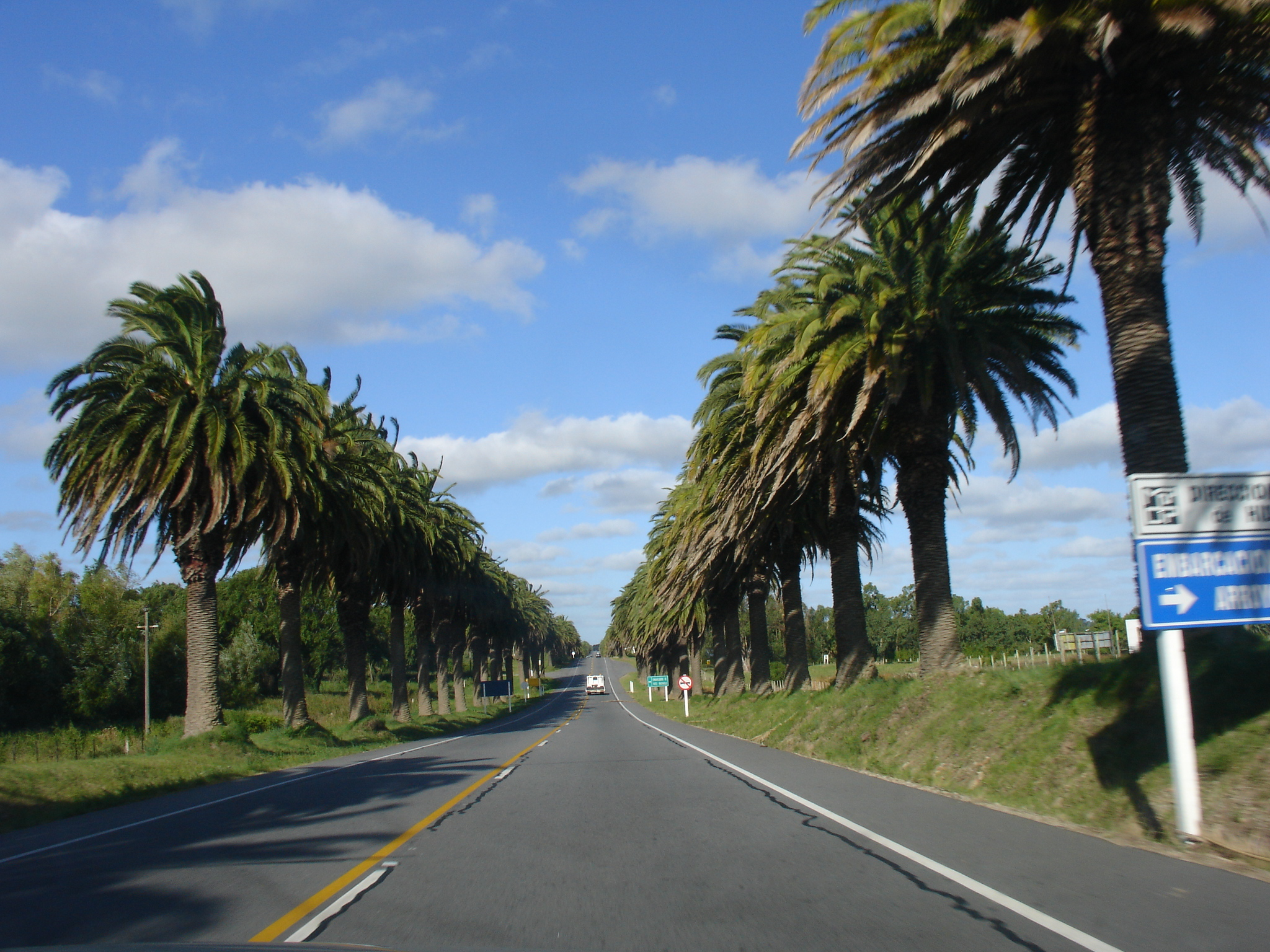
Ruta 1 en el departamento de Colonia.

### Colonia
- km 107.350: Peaje Cufré
- km 112.000: Acceso a balneario Brisas del Plata
- km 114.500: Acceso a balneario Santa Regina
- km 118.000:
  - Norte: ruta  a Nueva Helvecia
  - Sur: ruta  a Playa Fomento, Los Pinos, Playa Azul, Playa Parán y Britópolis
- km 119.000: Acceso a Colonia Valdense
- km 121.000: Ruta 52 a Colonia Valdense y Nueva Helvecia
- km 123.000: Ruta 61 a Nueva Helvecia
- km 128.000: ruta  a Rosario, ruta , Mercedes
- km 134.000: acceso a Colonia Cosmopolita.
- km 138.500: ruta 
  - Sur: a Juan Lacaze
  - Norte: a Barker
- km 149.000: Minuano.
- km 149.000: ruta  a Tarariras y ruta
- km 151.500: Acceso a balneario Artilleros
- km 155.000: Acceso a balneario Santa Ana, y El Ensueño.
- km 164.500:
  - Norte: Ruta  a El Semillero y Tarariras
  - Sur: acceso a Riachuelo
- km 169.500: Acceso a  Internacional Laguna de los Patos
- km 176.000: Ruta  a Carmelo, Nueva Palmira, Dolores y Mercedes
- km 177.000: Colonia del Sacramento

## Peajes
Los peajes que se ubican en esta carretera son los siguientes:
| Nombre            | Departamento | Ubicación  | Concesionario                      |
| ----------------- | ------------ | ---------- | ---------------------------------- |
| Barra Santa Lucía | San José     | km 23.500  | Corporación Vial del Uruguay (CVU) |
| Cufré             | Colonia      | km 107.350 | Corporación Vial del Uruguay (CVU) |